# (2916) Voronveliya
(2916) Voronveliya es un asteroide perteneciente al cinturón de asteroides, descubierto el 8 de agosto de 1978 por Nikolái Stepánovich Chernyj desde el Observatorio Astrofísico de Crimea (República de Crimea).

## Designación y nombre
Designado provisionalmente como 1978 PW2. Fue nombrado Voronveliya en honor al astrofísico ruso soviético Boris Alexandrovich Voroncov - Veljaminov haciendo una composición con su nombre.